# Aphaenogaster exasperata
Aphaenogaster exasperata é uma espécie de inseto do gênero Aphaenogaster, pertencente à família Formicidae.